# Гетто в Горках (Горецкий район)
Горецкое гетто — (август 1941 — 7 октября 1941) — еврейское гетто, место принудительного переселения евреев города Горки Горецкого района Могилёвской области и близлежащих населённых пунктов в процессе преследования и уничтожения евреев во время оккупации территории Белоруссии войсками нацистской Германии в период Второй мировой войны.

## Оккупация Горок
По данным переписи населения 1939 года в Горках проживало 12 475 человек, евреи (2031 человек) составляли около 16 % от общей численности жителей.
После вторжения войск нацистской Германии на территорию СССР часть евреев из Горок успела эвакуироваться на восток страны, часть евреев-мужчин была призвана в ряды Красной армии, но точное число евреев, оставшихся в городе ко дню оккупации, не установлено, так как в июне-июле 1941 года в городе также находилось и несколько десятков еврейских семей из западных областей Белоруссии. Кроме того, в Горках находилось несколько десятков еврейских семей из Ленинграда, Москвы и других городов, которые приехали на летние каникулы и отпуска.
12 июля 1941 года Горки были оккупированы немецкими войсками, и оккупация длилась почти 3 года — до 26 июня 1944 года. Начальником полиции в Горках нацисты поставили Минина.

## Создание гетто
Уже в конце июля 1941 года в Горках на стенах домов появились немецкие приказы, согласно которым евреям запрещалось ходить по тротуарам, ездить на общественном транспорте, посещать школы, библиотеки и заниматься всеми видами профессиональной деятельности. Евреи должны были сдать все ценности, а на левой стороне одежды и на спине нужно было нашить шестиконечную желтую звезду.
Гетто в Горках было создано в начале августа 1941 года в границах улиц Мстиславской и части улицы Интернациональной. Гетто было «открытого типа», то есть не было огорожено и не охранялось. Внутри гетто руководил юденрат, первой обязанностью которого стала регистрация евреев Горок. Затем основной обязанностью юденрата было распределение узников на принудительные работы по приказам нацистов.

## Условия жизни в гетто
Узники Горецкого гетто жили в чрезвычайной тесноте, в одной комнате проживало по две-три семьи (8-10 человек). Евреям приходилось добывать еду ночью, тайком выбираясь из гетто и обменивая вещи на продукты питания. Иногда местные жители немного помогали и бескорыстно — обычно свёклой.
Обитателей гетто принуждали к тяжелому принудительному труду, обычно — на земляных работах. Нацисты и полицейские любили запрягать евреев в конскую упряжь и возили на них грузы.
В первые же дни оккупации немцы запретили евреям заниматься врачебной практикой, кроме как среди евреев, и выделили для этого барак около районной больницы в Солдатской слободке. Там работала врач-терапевт Елизавета Родина и стоматолог Фаина Мнухина.

## Уничтожение гетто
В сентябре 1941 года под руководством бывшего профессора Горецкой академии М. В. Докукина, который в тот период был бургомистром Горецкого района, были составлены и переданы немцам расстрельные списки евреев Горок и района
Узники гетто были убиты 7 (17) октября 1941 года. Ранним утром местные полицаи и немецкие солдаты выгнали евреев из домов. Избивая прикладами винтовок и нагайками, их отвели к бывшему клубу сельскохозяйственного института, а тех, кто не мог идти, загоняли в автомашины и везли в урочище Белый ручей недалеко от деревни Задорожье. Здесь были заранее расширены две бывшие силосные ямы. С евреев сначала снимали одежду и обувь, а затем группами по 100 человек убивали из пулемётов и автоматов — всего более 2000 человек. После расстрела могилы охраняли полицаи и не разрешали местным жителям подходить близко.
После этого расстрела нацисты заявили, что территория Горок юденфрай — «свободна от евреев». Дома убитых евреев в начале стали грабить полицаи, а затем местные жители, многие из которых даже приходили для этого из ближайших деревень.

## Сопротивление в гетто
Многие еврейские семьи делали попытки спрятаться или убежать. Шевелева вместе с дочкой за день до расстрела убежала в одну из деревень района, но их выдал полицейский. Обеих тяжело избили, привязали к лошади и тащили по земле к месту расстрела. Братья Карл и Владимир Шварцманы пытались бежать, но полицейские их застрелили. Были примеры и пассивного сопротивления — врач Григорий Татарский, который в гетто лечил людей, за день до расстрела покончил с собой, чтобы избегнуть смерти от рук немцев.

## Случаи спасения
Еврея Черняка всю войну в Горках прятала его жена Ольга в подвале дома. Ближайшие соседи знали об этом, но не выдали. Николай Окуневич всю войну прятал свою жену-еврейку Елену. Белоруска Н. Н. Кудрячёва, узнав рано утром, что евреев будут расстреливать, пришла к матери Владимира Кудрячёва, своего племянника, забрала его, увезла в другой район (в Горках знали, что у неё не было детей), а после войны усыновила.
У Любови Лукашинской отец был евреем. Мать, белоруска, решила спрятать дочь, но их обоих арестовали, они попали в концлагерь Витенберг, и чудом выжили. Удалось бежать Фире Левиной — когда немцы повели её мать Рысю с малолетними сыном и Фирой на расстрел, Фире удалось сбежать и спастись. Получилось убежать с детьми Дине Рысиной и её сестре Тамаркиной.

## Память
Братская могила в Горках после освобождения района была обследована районной комиссией ЧГК.
В начале 1960-х годов в урочище Белый ручей, к северу от города, на месте расстрела евреев в октябре 1941 года, был установлен памятник.
Опубликованы неполные списки жертв геноцида евреев в Горках.

## Комментарии
1. ↑  В русском языке за служащими коллаборационистских полицейских органов закрепилось разговорное уничижительное название полица́й (во множественном числе — полица́и).